# 高級オーディオ

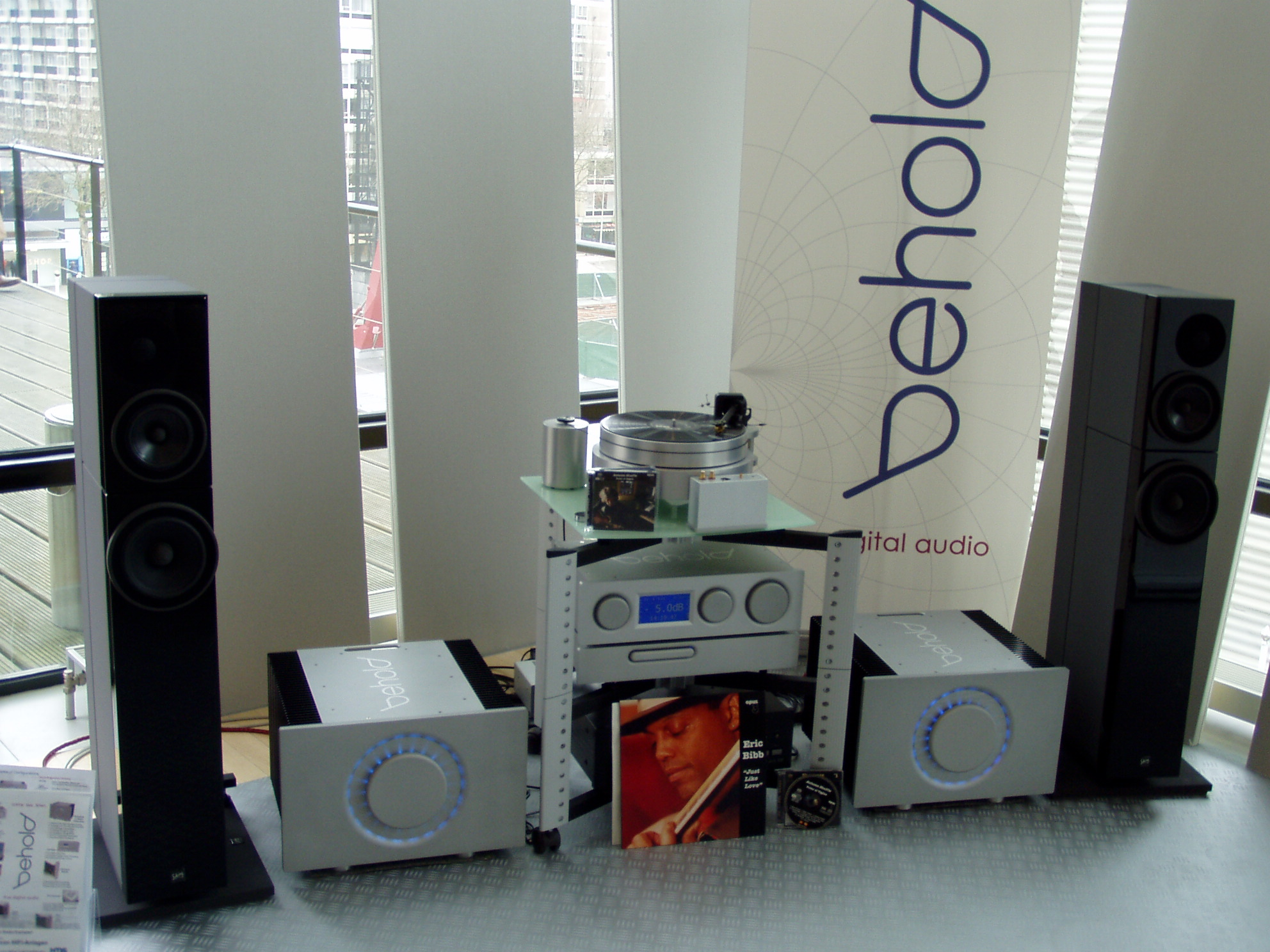
高級オーディオシステムの一例（個別の専門的な装置を組み合わせるため大掛かりになり場所を取る場合が多い）

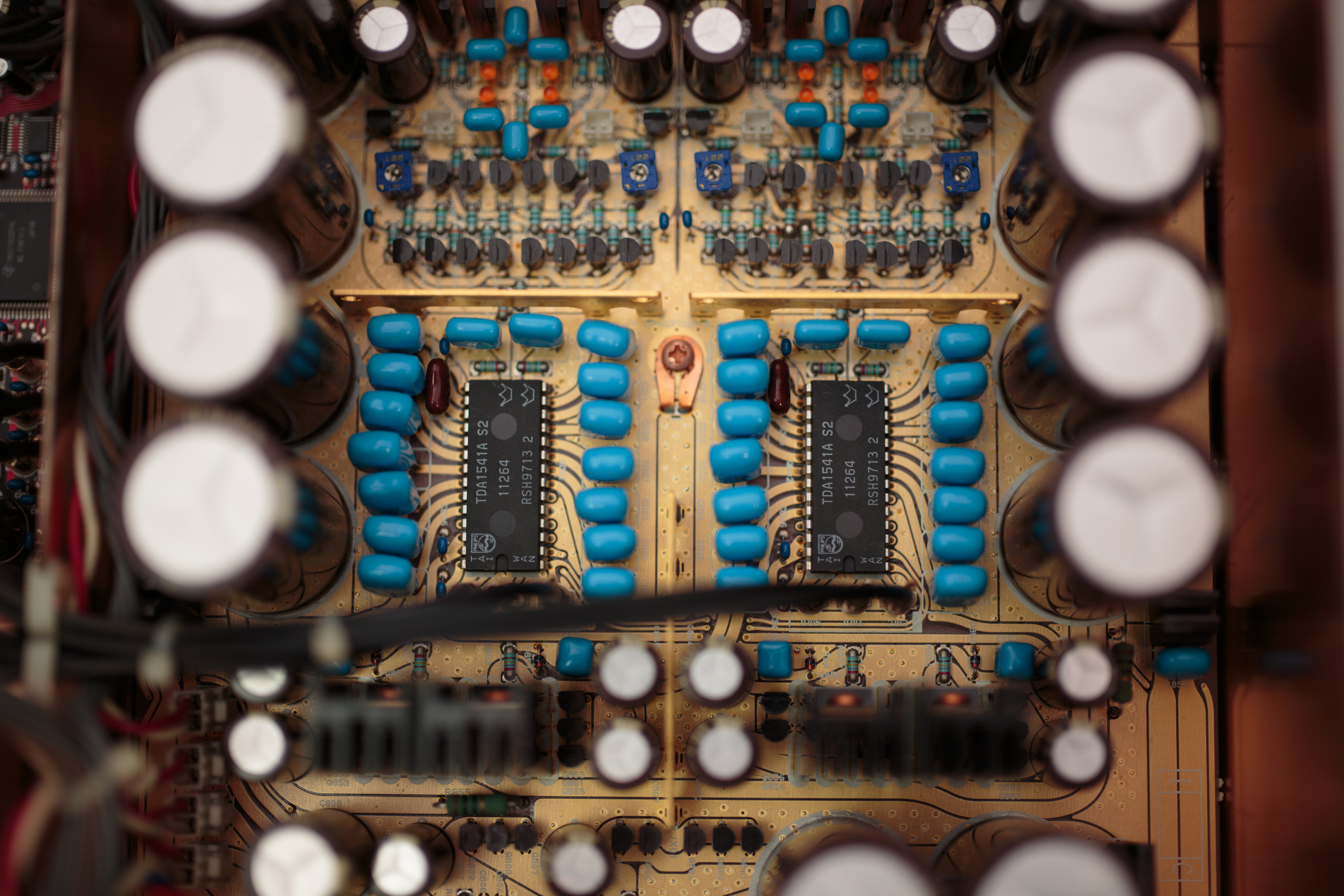
ピュアオーディオ向けDACの電子回路の一例（マランツ Project D-1，DACを2個搭載するだけでなく周辺に並べられた多数のコンデンサで電圧を徹底的に安定化させるという非常に高度な設計を採用しており、一般大衆向けのゼネラルオーディオではあり得ない程に多額のコストが掛けられている事が分かる）

高級オーディオ（こうきゅうオーディオ）とは、Hi-Fiを追求する目的、あるいは、オーディオマニアの自分なりの好みの音質を実現する目的で構成された、趣味性の強いオーディオシステム、および、それを構成する各々の音響機器群のことを指す。典型的には、高価格帯の機器で構成されるコンポーネントステレオのことである。高級オーディオの世界には2025年現在、家電量販店でも取り扱う一般的に有名なメーカーであるデノンやマランツ（両者共にディーアンドエムホールディングス）、ティアック（自社ブランドのタスカム・エソテリックのほか、プレミアムオーディオカンパニーテクノロジーセンターが開発・製造するオンキヨー・パイオニア等の各ブランドを含む）、ヤマハミュージックジャパン（ヤマハ）などの他にも高級オーディオ専門のメーカーが多数参入しており、例えばタンノイやアキュフェーズ、ラックスマンなどオーディオ専門店かWebサイトでなければ見られないメーカーも多数存在する。高級オーディオの中でもピュアオーディオが典型的で、前述のメーカーもピュアオーディオを志向した製品を数多く発売している。特にコロナ禍が世界各地で多発した2020年代以降は娯楽の多様化や生活様式の急激な変化などを背景に、スマートフォンと完全ワイヤレスヘッドホン・イヤホンの各種セット（組み合わせ）だけで完結し、十分高音質に音楽を聴けるようになったため、音楽鑑賞という趣味そのものが斜陽となり、ピュアオーディオ専業メーカーの経営破綻も相次いでおり、高級オーディオというジャンル自体が終焉に近づいている。

## ピュアオーディオ
据え置き型のステレオスピーカーと専用コンポーネントの構成を前提とするためオーディオシステムがかなり大掛かりになり、正しい利用方法で機器の性能を発揮させるためには多少なりとも電子回路・信号処理についての専門知識が要求される他、性能維持のための定期的なメンテナンスを行ったり、音響特性を考慮した専用のオーディオルームを用意する必要も出てくる。
スピーカーペアに360万円，クリーン電源（ノイズ除去機能を搭載した電源タップ）に約39万円、プリメインアンプをプリアンプとパワーアンプに分離する、CDプレイヤーをCDトランスポート、DAコンバータ、マスタークロックジェネレータに分離するなど、電源からスピーカーに至るまで合計して1000万円以上を投資する事もある。

### 批判
再生するオーディオデータの品質やオーディオ機器の物理的な構造や人間の聴覚にも限界はあり、システム全体で数百万円以上の価格になると、それ以上の追加投資を行っても改善幅は小さくなるため、コストパフォーマンスも急激に悪化する。中にはピュアオーディオの宗教性に付け込んだオカルト的な製品や、明らかに過剰スペックな人間の聴覚を遥かに超えた微妙な数値改善しか期待できない製品も存在し、オーディオマニアが大金を払ってそうした製品を自身のシステムに導入しプラシーボ効果で改善したと思いこんでしまう例もある。

## その他
音楽制作で音声データをモニターして音声品質を正確に把握するためのプロオーディオも機材価格が高い傾向にあるが、音声データの高精度な再生を分析的に聴いて粗を探す使い方をするため、この記事で主に述べた聴き心地の良さを追求するリスニングのための高級オーディオとはまた異なるジャンルである。